# Casa de la Danza
La Casa de la Danza es un espacio cultural privado, situado en la ciudad de Logroño, La Rioja. Se encuentra situado en el centro histórico de la ciudad, en la Calle de la Ruavieja, con acceso por Calle de San Gregorio, en el recorrido del Camino de Santiago. Fue inaugurado en el año 2003.

## Historia
La Casa de la Danza de Logroño nació en enero de 2003, después de más de cuatro años de negociaciones y preparativos, gracias al esfuerzo y trabajo de su director, Perfecto Uriel, y al apoyo del Ayuntamiento de Logroño, garante de la finalidad social de esta iniciativa. Fue inaugurada por el bailarín español Ángel Corella, y se contó con una exposición de fotografías de Rosalie O’Connor y la presencia de autoridades locales así como de un grupo de bailarines principales del American Ballet Theatre de Nueva York.
Se trata de un espacio con múltiples volúmenes que parte del respeto a la primitiva estructura del edificio, y prueba de ello es el calado de piedra sillería en el que se encuentra el museo. Su fachada norte conserva los cimientos correspondientes a los restos de las Murallas del Revellín, formando parte de las defensas que tuvo la ciudad de Logroño durante la ocupación Napoleónica.

## Oferta cultural

### Museo
La oferta cultural del museo consta de obra plástica (pinturas, dibujos, grabados, etc.), fotografías y un apartado textil, que comprende trajes de danza, zapatillas y demás vestuario relacionado con el mundo de la danza. 

### Biblioteca
Cuenta también con una biblioteca con más de un millar de volúmenes clasificados, accesibles para el público.

### Fonoteca y audiovisuales
Los fondos existentes, más de dos mil registros de danza en sus diferentes estilos, están siempre a disposición del público. Dentro de la Casa hay un espacio dedicado a visualizar sesiones de danza utilizando los fondos que en ella existen.

### Danza en escena
La Casa de la Danza cuenta también con una revista que se publica con carácter trimestral, denominada Danza en escena, con ediciones tanto en papel como en versión digital.

## El Bosque de la Danza

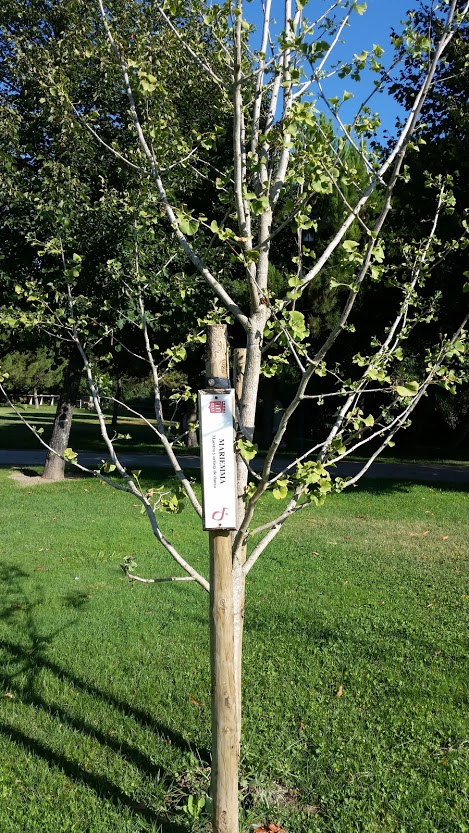
Árbol homenaje a Mariemma en el Bosque de la Danza.

El Bosque de la Danza es un espacio abierto de 3000 m² cedidos por el Ayuntamiento de Logroño en el Parque de la Ribera, dentro del campus de la Universidad de La Rioja, creado con el propósito de unir la danza, sus protagonistas y el medio ambiente.
Se presentó el 27 de mayo de 2009 contando con la presencia de un nutrido grupo de profesionales del mundo de la danza: sus padrinos de honor, Laura Hormigón y Óscar Torrado, primeros bailarines internacionales, el entonces alcalde de la ciudad, Tomás Santos, y una amplia representación de bailarines, críticos y autoridades. Cada año, desde entonces, bailarines de todo el mundo se suman a este proyecto donando un árbol, normalmente un ginkgo biloba, para ser plantado en el espacio urbano. También algunos particulares donan un árbol. En la actualidad el Bosque de la Danza cuenta ya con más de 60 ejemplares.
Entre las figuras de la danza que están representadas en el mismo destacan nombres como los de Alicia Alonso, Mariemma, Antonio Ruiz Soler, Vaslav Nijinsky, Rudolf Nuréyev, Margot Fonteyn, Lucía Lacarra o Tamara Rojo.

## Beca Hormigón-Torrado
En el año 2013 se creó la Beca Hormigón-Torrado, que lleva el nombre de dos grandes bailarines españoles: Laura Hormigón y Óscar Torrado. La finalidad de esta beca es hacer posible la formación de un joven talento durante tres años en una escuela profesional con proyección de futuro. Se convoca cada tres años, y su cuantía es de 4000 euros anuales.
Laura Hormigón ha sido primera bailarina del Ballet Nacional de Cuba. Esta compañía ha sido testigo de su seguridad, su perfección técnica y su elegancia en la ejecución de obras como: Giselle, El lago de los cisnes, La Bella durmiente, Don Quijote, La bayadera, Coppélia o Carmen. Sus actuaciones han sido reconocidas por el público y la crítica internacional.
Óscar Torrado inició su andadura profesional con 16 años en el Ballet del Teatro Lírico Nacional, dirigido por Maya Plisetskaya, y trabajó después en la Compañía Nacional de Danza, dirigida por Nacho Duato. En 1995 se integró en el Ballet Nacional de Cuba como bailarín invitado para convertirse poco después en “Primer bailarín”. Durante diez años y bajo la dirección de Alicia Alonso ha trabajado en los teatros más importantes del mundo.
Desde el año de su creación, los siguientes nombres de jóvenes intérpretes que han sido merecedores de la misma: Alba Fernández (2013) y David García (2016).
Desde el 2016 y tras los años de pandemia se ha visto suspendida. Esperamos que en breve se podrá convocar una nueva edición de la beca.

## Galardones

### Amigos de Honor de la Casa de la Danza
Con carácter bianual, desde que se abrió la Casa de la Danza, se ha querido reconocer el talento y la profesionalidad de intérpretes, tanto
nacionales como internacionales. Para ello se creó el galardón “Amigo de Honor”. Es un galardón que no conlleva aportación económica alguna, tan solo es la expresión de cariño y respeto hacia los profesionales más veteranos así como a los jóvenes talentos del futuro.
En sus primeros años se entregó una estatuilla con forma de bailarina tallada en madera. A partir del año 2012 se cambió la estatuilla y se encargó una pieza al escultor riojano José Carlos Balanza.

#### Palmarés
| Año  | Galardonados | Ref.   |
| ---- | --- | ------ |
| 2004 | Julio Revuelta (alcalde de Logroño) Mar San Martín (concejal de Cultura)                                                                          |        |
| 2006 | Aurora Pons (Primera bailarina del Ballet del Teatro del Liceo) Pirmin Treku (Primer Bailarín del Sadler’s Well Royal Ballet)                     | [ 6 ]  |
| 2008 | Mentxu Medel (profesora de ballet de grandes bailarines internacionales) Gerardo Viana (bailarín y coreógrafo en los teatros Mariinsky y Bolshoi) | [ 7 ]  |
| 2010 | Ray Barra (bailarín, coreógrafo y maestro) Aleix Martínez (joven intérprete, ganador del Prix de Lausanne y el Positano 2008)                     | [ 8 ]  |
| 2012 | José Carlos Martínez (Director de la Compañía Nacional de Danza) Antonio Najarro (Director del Ballet Nacional de España)                         | [ 9 ]  |
| 2014 | Ana González (Primera bailarina del Ballet Nacional de España) Juan Mata (Primer Bailarín del Ballet Nacional de España)                          | [ 10 ] |
| 2016 | Ana Luján (Primera bailarina del Ballet Rambert) Urtzi Aranburu (Primer bailarín del Nederlands Dans Theatre)                                     | [ 11 ] |
| 2018 | Cristina Casa (Primera bailarina de la Compañía Nacional de Danza) Ion Agirretxe (Bailarín solista de la Compañía Nacional de Danza)              | [ 12 ] |
| 2020 | Antonio Canales (Bailaor y coreógrafo de flamenco) Mariano Cruceta (Coreógrafo, intérprete y director de la Cía Cruceta Flamenco)                 | [ 13 ] |
| 2022 | Laura Morera (Bailarina principal del Ballet Real de Londres) Itziar Mendizábal (Primera bailarina solista del Ballet Real de Londres)            |        |

### Galardón Biloba
El 2 de febrero de 2013, la Casa de la Danza presentaba en Logroño el Galardón Biloba en el transcurso de una gala de ballet. Un galardón que quiere poner de relieve la importancia de parejas de danza, el trabajo de la bailarina así como el del bailarín, cuya trascendencia sobrepasa las fronteras y están consideradas parejas internacionales del mundo de la danza. Es un reconocimiento que se otorga cada tres años en el transcurso de una gala de danza benéfica, que se celebra en el Auditorio Riojaforum de Logroño, en favor de la Beca Hormigón-Torrado. 
El galardón es una pieza en alabastro blanco sobre pedestal de pizarra de color negro del escultor riojano Rafael Fernández Mangado y, como no podía ser de otra manera, la escultura es una hoja del árbol símbolo del Bosque de la Danza: el ginkgo biloba.
Los primeros en obtener este reconocimiento, en 2013, fueron los bailarines españoles Laura Hormigón y Óscar Torrado, quienes han sido por una larga década los Primeros Bailarines en el Ballet Nacional de Cuba.

#### Palmarés
| Año  | Galardonados                                                                              | Ref.                                       |
| ---- | ----------------------------------------------------------------------------------------- | ------------------------------------------ |
| 2013 | Laura Hormigón y Óscar Torrado. Ex primeros bailarines del Ballet Nacional de Cuba        | [ 14 ]                                     |
| 2016 | Lucía Lacarra y Marlon Dino. Primeros bailarines internacionales                          | [ 15 ]                                     |
| 2019 | No entregado debido a la pandemia COVID-19                                                | No entregado debido a la pandemia COVID-19 |
| 2021 | Filipa Castro y Carlos Pinillos. Bailarines Principales de la Ballet Nacional de Portugal | [ 16 ]                                     |